# Arzene
Arzene is een gemeente in de Italiaanse provincie Pordenone (regio Friuli-Venezia Giulia) en telt 1693 inwoners (31-12-2004). De oppervlakte bedraagt 12,1 km², de bevolkingsdichtheid is 134 inwoners per km².
De volgende frazioni maken deel uit van de gemeente: San Lorenzo.

## Demografie
Arzene telt ongeveer 671 huishoudens. Het aantal inwoners steeg in de periode 1991-2001 met 5,8% volgens cijfers uit de tienjaarlijkse volkstellingen van ISTAT.
| Jaar | Inwoneraantal |
| ---- | ------------- |
| 1991 | 1520          |
| 2001 | 1608          |

## Geografie
De gemeente ligt op ongeveer 60 m boven zeeniveau.
Arzene grenst aan de volgende gemeenten: Casarsa della Delizia, San Giorgio della Richinvelda, San Martino al Tagliamento, Valvasone, Zoppola.